# Dans ma grotte
Albums de Mister You
MDR : mec de rue
(2010) MDR : mec de rue 2
(2012)
Singles
1. Mal bien acquis profite toujours
2. Funk You
3. J'regarde en l'air
4. Mets-toi à l'aise
5. Ils veulent qu'on tourne
6. La mouche

Dans ma grotte est le premier album studio du rappeur français Mister You, sorti le 31 octobre 2011 sur le label No Time Records.
Comparé à ses précédentes mixtapes, cet album comporte peu de featurings.

## Réception

### Ventes
Lors de sa première semaine d'exploitation, l'album s'est vendu à plus de 12 600 exemplaires.  Mister You relate des fait qu'il a vécu dans cet album dont la rupture de couple avec le titre J'regarde en l'air ou encore son incarceration avec le titre 30 juin 2009.[réf. nécessaire]

## Liste des pistes
| No  | Titre                                       | Compositeur(s) | Durée |
| --- | ------------------------------------------- | -------------- | ----- |
| 1.  | Intro                                       |                | 1:18  |
| 2.  | J'aimerais m'envoler                        |                | 3:47  |
| 3.  | J'regarde en l'air                          |                | 3:41  |
| 4.  | Enchanté                                    |                | 3:58  |
| 5.  | Roule avec moi (featuring Djany)            |                | 2:39  |
| 6.  | Ici ou là-bas (featuring Balti)             |                | 4:11  |
| 7.  | La mouche                                   |                | 3:21  |
| 8.  | Mal bien acquis profite toujours            |                | 3:07  |
| 9.  | Yougataflow                                 |                | 2:12  |
| 10. | Funk You (featuring DJ Abdel et Francisco)  |                | 3:12  |
| 11. | Mets-toi à l'aise (featuring Colonel Reyel) |                | 3:39  |
| 12. | 30 juin 2009                                |                | 1:21  |
| 13. | 30 juin 2010                                |                | 1:35  |
| 14. | 30 juin 2011                                |                | 1:37  |
| 15. | Venus pour tout saccager (featuring Lacrim) |                | 4:05  |
| 16. | Ils veulent qu'on tourne                    |                | 3:46  |
| 17. | Rien n'est impossible (featuring Atheena)   |                | 3:29  |
| 18. | On ne t'oublie pas                          |                | 5:25  |

## Classement
| Pays                         | Meilleure position |
| ---------------------------- | ------------------ |
| Belgique (Flandre Ultratop)  | —                  |
| Belgique (Wallonie Ultratop) | 69                 |
| France (SNEP)                | 4                  |
| Suisse (Schweizer Hitparade) | —                  |